# Bitežnik
Bitežnik je priimek več znanih Slovencev:
- Anton Bitežnik (1869—1949), kipar
- Blaž Bitežnik (1836—1916), kamnosek in kipar
- Bogomil (Milko) Bitežnik (1907—1985), TIGR-ovec, publicist, strokovnjak za socialno zavarovanje,
- Bojan Bitežnik, grafični oblikovalec (plakatov)
- Jakob Bitežnik, zamejski krščanski kulturnopolitični delavec
- Josip Bitežnik (1891—1960), pravnik in politik
- Marko Bitežnik (1958—2010), glasbenik violinist in amaterski slikar
- Mitja Bitežnik (1924—2008), pravnik, narodni delavec v Ts
- Štefan Bitežnik (1801—?), založnik in knjigarnar
- Vida Bitežnik, profesorica in narodno-kulturna delavka v Go